# Minthoxia dasyops
Minthoxia dasyops là một loài ruồi trong họ Tachinidae.